# Donya
Donya – drugi album studyjny Arasha, wydany w 2008 roku przez Warner Elektra Atlantic.

## Lista utworów
Źródło: Discogs
| Nr  | Tytuł                              |
| --- | ---------------------------------- |
| 1.  | „Intro”                            |
| 2.  | „Donya” (feat Shaggy)              |
| 3.  | „Suddenly” (feat. Rebecca)         |
| 4.  | „Miduni Midunam”                   |
| 5.  | „Kandi” (feat. Lumidee)            |
| 6.  | „Pure Love” (feat. Josefsson)      |
| 7.  | „Naro”                             |
| 8.  | „Chori Chori” (feat. Aneela)       |
| 9.  | „Laf Laf”                          |
| 10. | „Joone Man”                        |
| 11. | „Tanham”                           |
| 12. | „Doset Nadaram”                    |
| 13. | „Dasa bala” (feat. Timbuktu & Yag) |
| 14  | „Donya” (Payami Break Mix)         |

## Notowania na listach sprzedaży
| Kraj    | Lista (2008)  | Najwyższa pozycja | Certyfikat |
| ------- | ------------- | ----------------- | ---------- |
| Polska  | OLiS          | 23                | złoto      |
| Szwecja | Albums Top 60 | 48                | –          |